# Hoplitis sambuci
Hoplitis sambuci är en biart som beskrevs av Stephen J. Titus 1904. Hoplitis sambuci ingår i släktet gnagbin, och familjen buksamlarbin. Inga underarter finns listade i Catalogue of Life.